# Marita tumida
Marita tumida é uma espécie de gastrópode do gênero Marita, pertencente a família Mangeliidae.